# Nanqiu
Nanqiu är en socken i nordvästra Kina. Den ligger i Huan härad i Qingyang i provinsen Gansu,  omkring 280 kilometer öster om provinshuvudstaden Lanzhou. Antalet invånare är 4 272. Befolkningen består av 2 041 kvinnor och 2 231 män. Barn under 15 år utgör 18,0 %, vuxna 15-64 år 74 %, och äldre över 65 år 6,0 %.